# Takouba
La takouba (Touareg, "takobi" chez les Hausa, rarement "takoba") est une épée utilisée dans la partie centrale et occidentale du Sahara et du Sahel, et parmi les groupes ethniques tels que les Touaregs, Haoussa, Fulani, Nupe, ainsi que les Songhai.

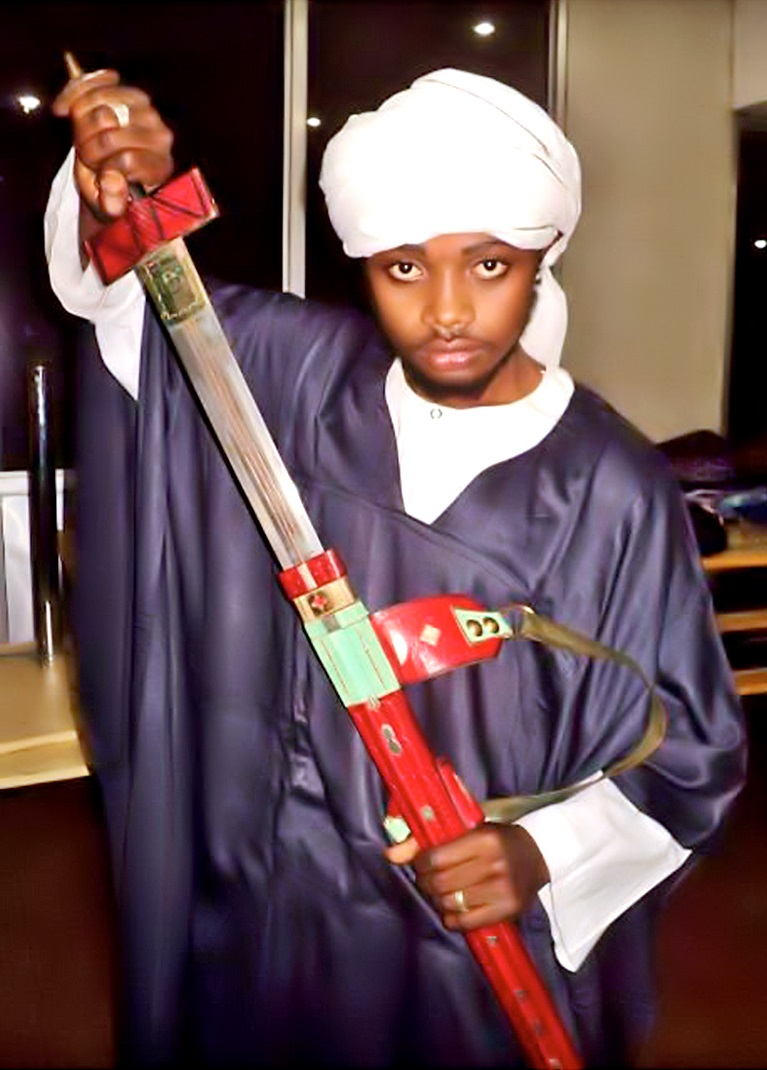
Un Malien dégainant sa takouba

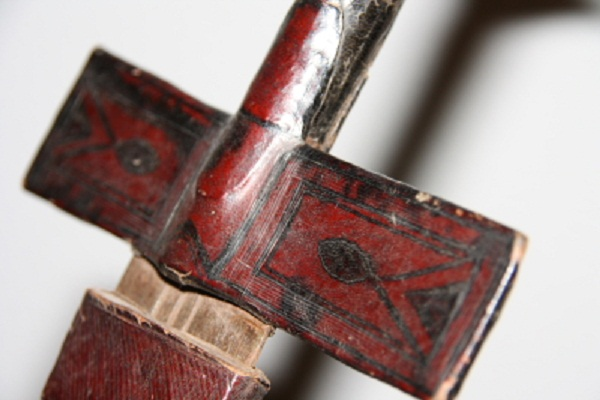
Takouba, détail de la garde

## Caractéristiques
Elle mesure environ un mètre de longueur. Les lames de takouba sont droites et à double tranchant, avec parfois un rétrécissement prononcé à leur extrémité. Puisque les Touaregs ont une aversion pour toucher le fer, la poignée des takouba, comme beaucoup d’objets en fer, est entièrement couverte[source insuffisante]. En général, la garde est en tôle de fer - parfois avec une âme en bois - recouverte de cuir, parfois gainée de laiton ou d’argent ; la fusée est également souvent recouverte de cuir, mais le pommeau est toujours en métal, principalement en fer, souvent recouvert de plaques de laiton ou de cuivre, parfois d'argent.
La takouba était à l'origine portée uniquement par les nobles, mais son utilisation s'est diffusée dans les autres classes de la société, après la colonisation française du Sahara,.
Les takouba sont fabriquées par la catégorie sociale des inadan qui occupe une place à part dans la société Touarègue. Selon certaines théories, les inadan descendraient d'un groupe ethnique distinct des Touaregs, ils parlent entre eux le Tenet, une langue propre aux inadan. C'est également l'inadan qui réalise l'ornementation de l'arme, censée lui apporter des vertus apotropaïques.